# Lionel Barrymore

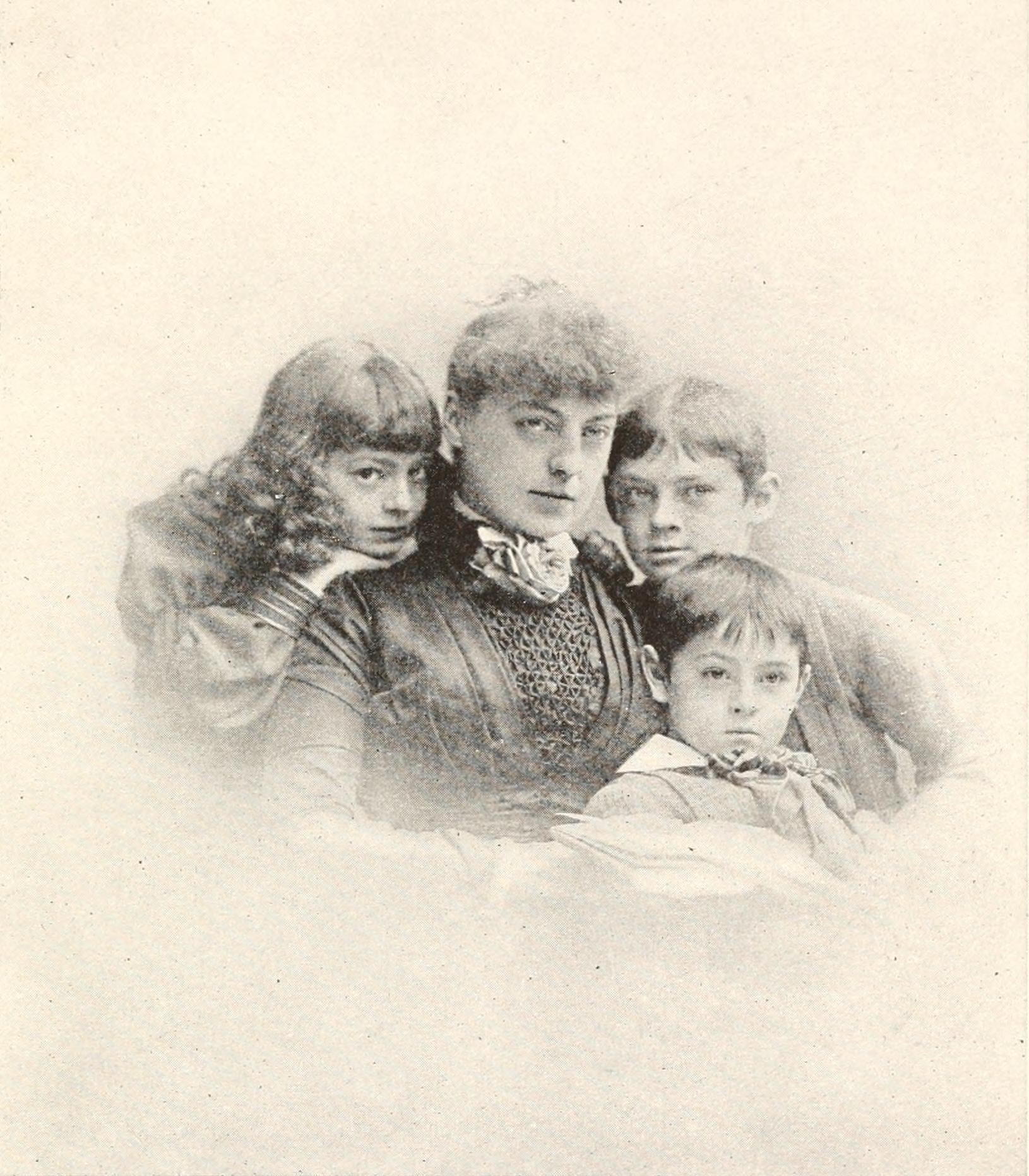
Georgie Drew Barrymore amb Ethel, Lionel (a dalt a la dreta) i John Barrymore

Lionel Barrymore (Filadèlfia (Pennsilvània), 28 d’abril de 1878−Beverly Hills (Califòrnia), 15 de novembre de 1954) va ser un actor teatral i radiofònic a més de director i actor de cinema. Fill d’una de les famílies teatrals més prestigioses de les primeres dècades del segle XX (se la considerava la “família reial de Broadway”), va guanyar l'Oscar al millor actor pel seu paper d’advocat borratxo a A Free Soul (1931) i també va ser nominat a l'Oscar a la millor direcció per Madame X (1929). En la seva filmografia es poden destacar pel·lícules com Mata Hari (1931), El sopar és a les vuit (1933), No us l'endureu pas (1938), Duel in the Sun (1946), Que bonic que és viure (1946) o Cayo Largo (1948).

## Biografia

### Un home de teatre

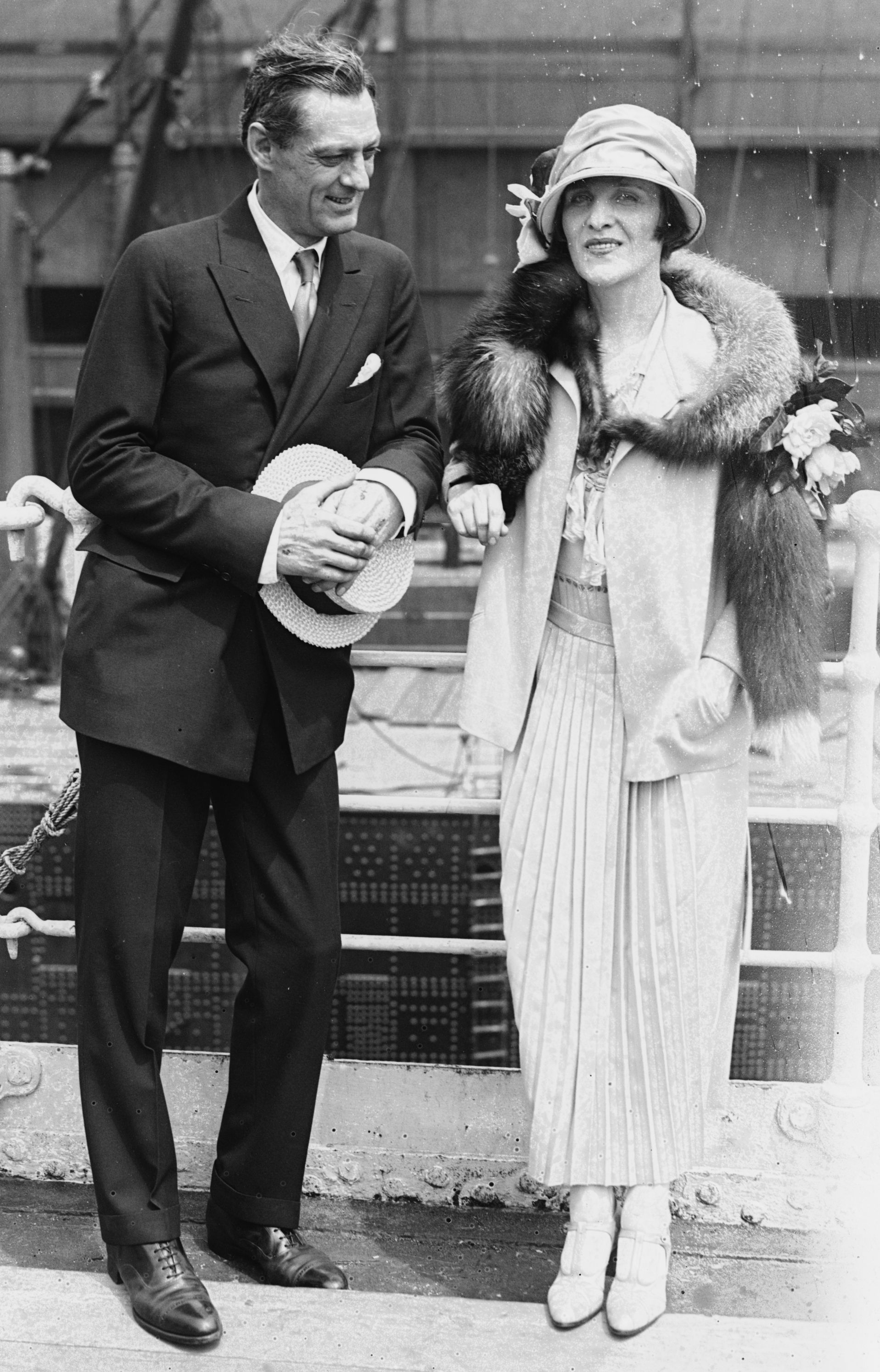
L'actor amb la seva segona esposa, Irene Fenwick (1887-1936)

Lionel Herbert Blythe (Barrymore ja era el nom artístic dels seus pares) va néixer a Filadèlfia el 1878 fill de dos grans actors, Maurice Barrymore (Herbert Blythe) i Georgina Drew (germana de John Drew, l’actor més destacat de la seva època. A la vegada també fou el germà gran de dos grans actors: John i Ethel Barrymore. La família havia estat en el món del teatre d’ençà 1752. Va estudiar a la Seton Hall University i després a l’Art Students League a Nova York i a l’Arch Street Theatre sota el mestratge de la seva àvia actuant amb ella en obres com “The Rivals” i “The Road to Ruin”. També forma part de les produccions “The Bachelor’s Baby” (1895), “Mary Pennington, Spinster” (1896), “Squire kate” (1896), “Cumberland ‘61” (1897), “Uncle Dick” (1898) i “Honorable John Gribsy” (1898). Cap al 1900 es va convertir en un actor destacat de Broadway, amb obres com “Sag Harbor”, on actuava al costat del seu avi, John Drew, “The Mummy and the Humming Bird” (1902), o “Pantaloon” (1905).
El 1903 s'havia casat amb Doris Rankin, una actriu de vodevil. Entre 1905 i 1916 tindrien tres filles però les tres moririen prematurament. El 1906 va decidir abandonar el teatre per dedicar-se a la pintura. Gràcies a l'ajuda econòmica de la seva germana va marxar a París amb la família i durant el dia pintava i estudiava música mentre que al vespre es reunia amb actors i escriptors. En 1907, en tornar, cercà feina com a dibuixant o il·lustrador però en passar els mesos i no trobar res tornà als escenaris per poder mantenir la seva família. El seu retorn va ser amb “Fires of Fate” i va constituir un gran èxit. En aquell moment també actuà per primer cop a la pantalla gran a “The Paris Hat” (1908).

### Anys al cinema

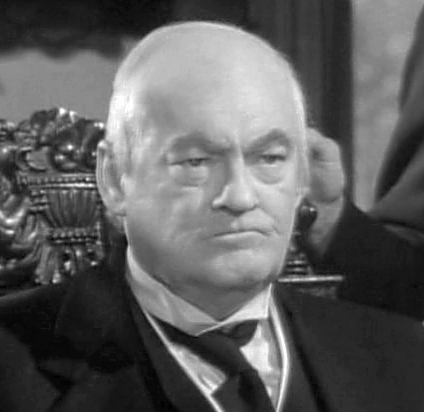
Lionel Barrymore com a Mr. Potter a Que bonic és viure

El primer dels germans Barrymore a saltar al cinema fou Lionel i ho va fer de la mà de D.W. Griffith a Fighting Blood (1912) que el dirigiria en multitud de pel·lícules a la Biograph fins que tots dos l’abandonarien a finals de 1914. Entre les pel·lícules de Griffith en què participà es poden esmentar The Battle (1911), The Musketeers of Pig Alley (1912), The New York Hat (1912), The Lady and the Mouse (1913), The Battle at Elderbush Gulch (1913) i Judith of Bethulia (1914). Continuà alternant el cinema i el teatre on assolí els seus principals èxits amb les obres “The Copperhead” (1917), que posteriorment també interpretaria en el cinema, “Peter Ibbetson” (1917) amb el seu germà John, “The Claw (1921) i “Laugh, Clown, Laugh!” (1923). El 1923 es va divorciar de Doris Rankin per casar-se posteriorment amb l’actriu teatral Irene Fenwick. Fenwick moriria el 24 de desembre de 1936 i Barrymore ja no es tornaria a casar. Apart de la seva faceta com actor també va dirigir i escriure diferents pel·lícules i va arribar a ser nominat a l’Oscar a la millor direcció per Madame X (1929). Entre 1926 i el 1954, any de la seva mort, va estar contractat per la MGM. Als anys 30 va interpretar el paper de Dr. Gillespie en una sèrie de pel·lícules sobre el Dr. Kildare, en les que Barrymore irradiava una força interior, saviesa i confiança, característiques que els nord-americans admiraven durant aquella dècada difícil. Durant les dècades de 1930 i 1940, s'encasellà en personatges que eren homes vells i rondinaires però amb un gran cor. Per la qualitat humana transmesa, és probable que el seu paper més conegut sigui el protagonitzat a No us l'endureu pas (1938). També va encarnar el malvat Mr. Potter a Que bonic que és viure (1946), considerat un dels grans malvats de la història del cinema nord-americà segons l'American Film Institute. Els darrers 15 anys de la seva vida els va passar en una cadira de rodes degut a una artritis i una lesió al maluc conseqüència d’una caiguda durant un rodatge, cosa però que no li impedí seguir actuant. En total va arribar a intervenir en més de 200 pel·lícules. Al marge de la seva activitat cinematogràfica, també va triomfar a la ràdio amb la seva representació del senyor Scrooge a la Cançó de Nadal de Charles Dickens i amb el rol del títol en el serial de ràdio dels anys 40 “Mayor of the Town”. Va morir d’un atac de cor el 1954 als 76 anys i està enterrat al Cementiri de Calvary a Califòrnia.

## Filmografia com a actor
- The Paris Hat (1908)
- Fighting Blood (1911)
- The Battle (1911)
- The Miser's Heart (1911)
- Home Folks (1912)
- Friends (1912)
- So Near, Yet So Far (1912)
- The Chief's Blanket (1912)
- The One She Loved (1912)
- The Painted Lady (1912)
- The Musketeers of Pig Alley (1912)
- Heredity (1912)
- Gold and Glitter] (1912)
- My Baby (1912)
- The Informer (1912)
- Brutality (1912)
- The New York Hat (1912)
- My Hero (1912)
- The Burglar's Dilemma (1912)
- The Massacre (1912)
- A Cry for Help (1912)
- The God Within (1912)
- Three Friends (1913)
- The Telephone Girl and the Lady (1913)
- An Adventure in the Autumn Woods (1913)
- The Tender Hearted Boy (1913)
- Oil and Water (1913)
- A Chance Deception (1913)
- Love in an Apartment Hotel (1913)
- The Wrong Bottle (1913)
- A Girl's Stratagem (1913)
- The Unwelcome Guest (1913)
- Near to Earth (1913)
- Fate (1913)
- The Sheriff's Baby (1913)
- The Perfidy of Mary (1913)
- The Little Tease (1913)
- A Misunderstood Boy (1913)
- The Lady and the Mouse (1913)
- The Wanderer (1913)
- The House of Darkness (1913)
- The Yaqui Cur (1913)
- Just Gold (1913)
- The Ranchero's Revenge (1913)
- A Timely Interception (1913)
- Red Hicks Defies the World (1913)
- The Well (1913)
- Death's Marathon (1913)
- The Switch Tower (1913)
- Almost a Wild Man (1913)
- In Diplomatic Circles (1913)
- A Gamble with Death (1913)
- The Enemy's Baby (1913)
- Pa Says (1913)
- The Mirror (1913)
- The Vengeance of Galora (1913)
- Under the Shadow of the Law (1913)
- I Was Meant for You (1913)
- An Indian's Loyalty (1913)
- The Suffragette Minstrels (1913)
- The Work Habit (1913)
- The Crook and the Girl (1913)
- The Strong Man's Burden (1913)
- The Stolen Treaty (1913)
- So Runs the Way (1913)
- All for Science (1913)
- The Battle at Elderbush Gulch (1913)
- The House of Discord (1913)
- The Bartered Crown (1914)
- Classmates (1914)
- Her Father's Silent Partner (1914)
- Judith of Bethulia (1914)
- Strongheart (1914)
- Brute Force (1914)
- Woman Against Woman (1914)
- The Cracksman's Gratitude (1914)
- Men and Women (1914)
- The Power of the Press (1914)
- The Woman in Black (1914)
- Under the Gaslight (1914)
- The Span of Life (1914)
- The Seats of the Mighty (1914)
- The Exploits of Elaine (1914)
- Wildfire (1915)
- A Modern Magdalen (1915)
- The Curious Conduct of Judge Legarde (1915)
- The Romance of Elaine (1915)
- The Flaming Sword (1915)
- Dora Thorne (1915)
- A Yellow Streak (1915)
- Dorian's Divorce (1916)
- The Quitter (1916)
- The Upheaval (1916)
- The Brand of Cowardice (1916)
- The End of the Tour (1917)
- His Father's Son (1917)
- The Millionaire's Double (1917)
- National Red Cross Pageant (1917)
- The Copperhead (1920)
- The Master Mind (1920)
- The Devil's Garden (1920)
- The Great Adventure (1921)
- Jim the Penman (1921)
- Boomerang Bill (1922)
- The Face in the Fog (1922)
- Enemies of Women (1923)
- Unseeing Eyes (1923)
- The Eternal City (1923)
- America (1924)
- Decameron Nights (1924)
- Meddling Women (1924)
- I Am the Man (1924)
- Wedding Women (1924)
- A Man of Iron (1925)
- The Girl Who Wouldn't Work (1925)
- Children of the Whirlwind (1925)
- The Wrongdoers (1925)
- Fifty-Fifty (1925)
- The Splendid Road (1925)
- Die Frau mit dem schlechten Ruf (1925)
- Ben-Hur (1925)
- Brooding Eyes (1926)
- The Barrier (1926)
- Wife Tamers (1926)
- Paris at Midnight (1926)
- The Lucky Lady (1926)
- The Bells (1926)
- The Temptress (1926)
- The Show (1927)
- Women Love Diamonds (1927)
- Body and Soul (1927)
- The Thirteenth Hour (1927)
- Sadie Thompson (1928)
- Drums of Love (1928)
- The Lion and the Mouse (1928)
- Road House (1928)
- Alias Jimmy Valentine (1928)
- West of Zanzibar (1928)
- The River Woman (1928)
- The Mysterious Island (1929)
- The Hollywood Revue of 1929 (1928)
- Free and Easy (1930)
- A Free Soul (1931)
- Guilty Hands (1931)
- The Yellow Ticket (1931)
- Mata Hari (1931)
- Cançó de bressol trencada (1932)
- Arsène Lupin (1932)
- Grand Hotel (1932)
- The Washington Masquerade (1932)
- Rasputin and the Empress (1933)
- Sweepings (1933)
- Looking Forward (1933)
- The Stranger's Return (1933)
- El sopar és a les vuit (1933)
- One Man's Journey (1933)
- Night Flight (1933)
- Christopher Bean (1933)
- Should Ladies Behave (1933)
- This Side of Heaven (1934)
- Carolina (1934)
- The Girl from Missouri (1934)
- L'illa del tresor (1934)
- David Copperfield (1935)
- The Little Colonel (1935)
- Mark of the Vampire (1935)
- Public Hero No.1 (1935)
- The Return of Peter Grimm (1935)
- Ah, Wilderness! (1935)
- The Voice of Bugle Ann (1936)
- The Road to Glory (1936)
- The Devil-Doll (1936)
- The Gorgeous Hussy (1936)
- Camille (1936)
- A Family Affair (1937)
- Captains Courageous (1937)
- Saratoga (1937)
- Navy Blue and Gold (1937)
- A Yank at Oxford (1938)
- Test Pilot (1938)
- No us l'endureu pas (1938)
- Young Dr. Kildare (1938)
- Let Freedom Ring (1939)
- Calling Dr. Kildare (1939)
- On Borrowed Time (1939)
- The Secret of Dr. Kildare (1939)
- The Stars Look Down (1940)
- Dr. Kildare's Strange Case (1940)
- Dr. Kildare Goes Home (1940)
- Dr. Kildare's Crisis (1940)
- The Penalty (1941)
- The Bad Man (1941)
- The People vs. Dr. Kildare (1941)
- Dr. Kildare's Wedding Day (1941)
- Lady Be Good (1941)
- Dr. Kildare's Victory (1942)
- Calling Dr. Gillespie (1942)
- Dr. Gillespie's New Assistant (1942)
- Tennessee Johnson (1942)
- Dr. Gillespie's Criminal Case (1943)
- The Last Will and Testament of Tom Smith (1943)
- A Guy Named Joe (1943)
- 3 Men in White (1944)
- Since You Went Away (1944)
- Dragon Seed (1944)
- Between Two Women (1945)
- The Valley of Decision (1945)
- Three Wise Fools (1946)
- Que bonic que és viure (1946)
- The Secret Heart (1946)
- Duel in the Sun (1946)
- Dark Delusion (1947)
- Cayo Largo (1948)
- Down to the Sea in Ships (1949)
- Malaya (1949)
- Right Cross (1950)
- Bannerline (1951)
- Lone Star (1952)